# Мирончик, Дмитрий Леонидович
Дмитрий Леонидович Мирончик (бел. Дзмітрый Леанідавіч Мірончык; род. 22 июля 1976, Березино, Минская область) — белорусский дипломат, Чрезвычайный и полномочный посол Республики Беларусь в Швеции (2018—2024) и по совместительству в Норвегии (2018—2024).

## Биография
В 1998 году окончил факультет международных отношений Белорусского государственного университета.
Работал в должности начальника управления информации — пресс-секретаря МИД Беларуси.
22 мая 2018 года указом № 185 президента Беларуси назначен послом Республики Беларуси в Швеции.
31 августа 2018 года указом № 355 президента Беларуси Александра Лукашенко назначен Чрезвычайным и полномочным послом Республики Беларусь в Норвегии.
14 июня 2018 года вручил верительные грамоты королю Швеции Карлу XVI Густаву.
4 января 2025 года отозван в Минск «для консультаций».
11 марта 2024 года указом № 88 президента Беларуси Александра Лукашенко освобождён от должности посла Беларуси в Швеции и по совместительству в Норвегии.
С 2024 года в должности начальника главного управления Азии, Африки и Латинской Америки МИД Беларуси.
27 марта 2025 года назначен начальником управления внешней политики Администрации Президента Республики Беларусь.

## Семья
- Жена — Ирина Мирончик